# Sportjahr 1894
Liste der Sportjahre

◄◄ | ◄ | 1890 | 1891 | 1892 | 1893 | Sportjahr 1894 | 1895 | 1896 | 1897 | 1898 | ► | ►►

Weitere Ereignisse  · Motorsportjahr

## Ereignisse

### Olympische Spiele

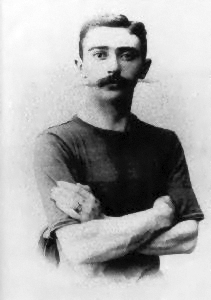
Pierre de Coubertin um 1894

- 23. Juni: Pierre de Coubertin gründet auf dem Olympischen Kongress in Paris das Internationale Olympische Komitee mit dem Ziel, die Olympischen Spiele wiederzubeleben. Er wählt hierzu die Woche des französischen Derbys, da hierdurch die Teilnahme vieler Sportinteressierter gewährleistet ist.
- William Milligan Sloane gründet das American Honorary Committee for the Olympic Games in 1896 mit dem  Ziel, eine amerikanische Mannschaft bei den ersten Olympischen Spielen der Moderne 1896 in Athen an den Start zu bringen.

### Baseball
- In Sioux City, Iowa, wird das Baseball-Team Sioux City Cornhuskers gegründet. Im Herbst wird das Team von Charles Comiskey, dem bisherigen Trainer der Cincinnati Reds, gekauft, und übersiedelt unter dem Namen St. Paul Saints nach St. Paul, Minnesota.

### Fußball und Cricket
- 13. Februar: Der Thor- und Fußballbund Berlin wird gegründet, existiert allerdings nur für ein Jahr.
- März: Nachdem der Medizinstudent Georg-August Wagner den Fußballsport von Prag nach Graz gebracht hat, findet dort das erste Fußballspiel nach Associations-Regeln auf dem Gebiet des heutigen Österreich auf dem noch heute existierenden Platz der Landesturnhalle im Grazer Stadtpark statt.
- 1. Mai: Der BFC Preussen wird gegründet.

Mannschaft und Funktionäre des FC Phönix in den Gründerjahren

- 6. Juni: Der Karlsruher FC Phönix wird gegründet.
- 6. Juni: In der Schweiz gründet Felix Schenk den FC Bern.
- 22. August: Als First Vienna Football Club wird der erste Fußballverein in Österreich gegründet.
- 23. August: Der Vienna Cricket and Football-Club wird gegründet.
- 22. Oktober: Der Hamburg-Altonaer Fußball- und Cricket-Bund wird gegründet.
- 12. November: In Berlin wird der Allgemeine Deutsche Sport Bund gegründet.
- In Turin wird der FC Torinese gegründet, Vorgängerverein des FC Turin.
- Charles William Miller bringt den Fußball nach Brasilien.

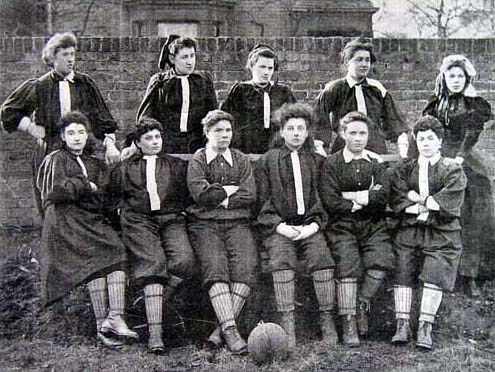
Der British Ladies Football Club 1895

- Nettie Honeyball gründet den ersten britischen Frauenfußballverein, den British Ladies’ Football Club. Als dessen erste Präsidentin fungiert Florence Dixie.

### Motorsport

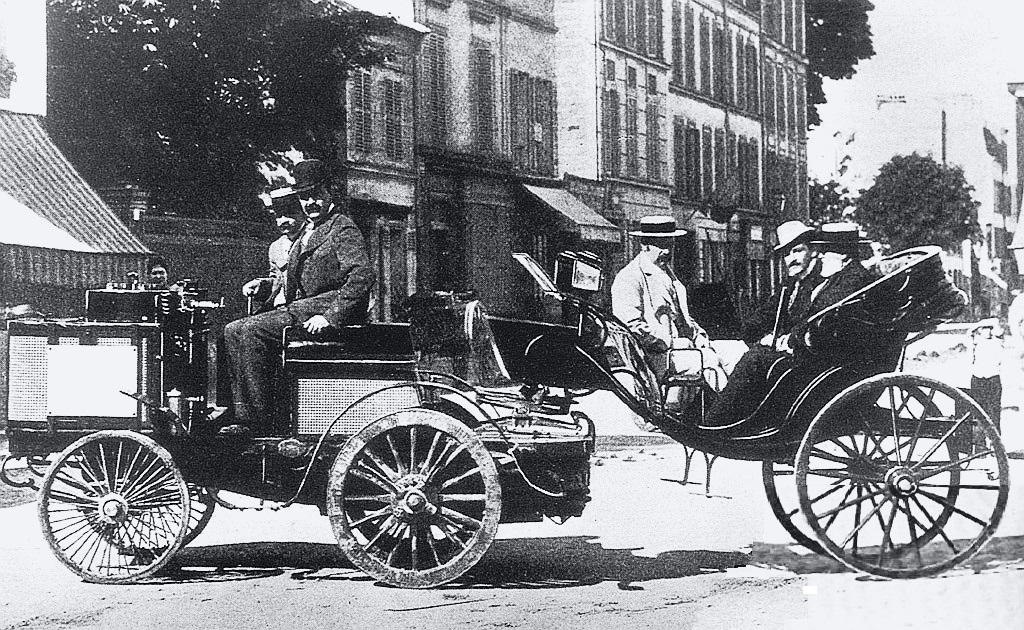
De Dions Wagen am Ziel

Das erste Rennen im Automobilsport findet am 22. Juli als Zuverlässigkeitsfahrt über 126 km von Paris nach Rouen und zurück statt. 15 der über 121 angemeldeten Fahrzeuge erreichen das Ziel. Dem eigentlichen Sieger, Albert de Dion, wird der Sieg vorenthalten, weil dessen Dampfwagen angeblich nicht „preiswert“ und „einfach in der Handhabung“ ist (was auf keines der teilnehmenden Fahrzeuge zutrifft). Daher wird de Dion als Zweiter klassiert.

### Radsport

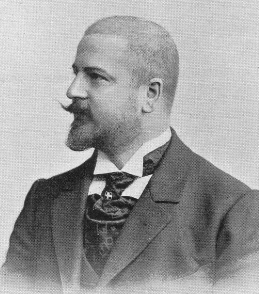
August Lehr

- 12./13. August: Die Bahn-Radweltmeisterschaften 1894 finden im belgischen Antwerpen statt. Es werden zwei Rennen für Amateure durchgeführt. Im Fliegerrennen siegt der Deutsche August Lehr, der damit der erste deutsche Weltmeister im Radsport wird, Sieger bei den Stehern wird der Norweger Wilhelm Henie.
- Auf der Buffalo-Radrennbahn in Paris wird der erste Bol d’Or abgehalten.
- Das Vélodrome de Vincennes wird errichtet und hier der erste Grand Prix de Paris durchgeführt. Erster Sieger ist der US-Amerikaner George A. Banker.
- Der Grand Prix de l’UVF wird erstmals durchgeführt.

### Ringen / Schwingen
- Die Gründung des Eidgenössischen Schwingerverbandes wird beschlossen.

### Rudern
- 17. März: Oxford besiegt Cambridge im Boat Race in 21′39″.
- 1. Juli: Der Ruderverein Botafogo FR, der später vor allem als Fußballverein Furore macht, wird gegründet.

### Schach
- 26. Mai: Emanuel Lasker wird nach seinem Wettkampfsieg über Wilhelm Steinitz Schachweltmeister.

### Sportschießen
- 31. Dezember: Prix de Terpsichore, Wettbewerb im Taubenschießen in Monaco. 1. Platz: Graf Trauttmansdorff (8 Treffer von 8 Schüssen), 2. Platz: Roberts, Desmayr, Graf Voss.[1]

### Wintersport

#### Eishockey
- 22. März: Das erste Finale um den Stanley Cup wird ausgetragen. Die Montréal Amateur Athletic Association gewinnt die Trophäe mit jeweils einem 1:0-Sieg gegen die Montréal Victorias und die Ottawa Capitals.

#### Eiskunstlauf
- 28. Januar: Bei der Eiskunstlauf-Europameisterschaft 1894 in Wien gewinnt der Österreicher Eduard Engelmann junior vor seinem Landsmann Gustav Hügel und dem Ungarn Tibor von Földváry.

#### Eisschnelllaufrekorde
- 7. Januar: Frithiof Ericson, Schweden, läuft die 10.000 Meter Eisschnelllauf in Stockholm in 19:22,8 min
- 21. Januar: Oskar Fredriksen, Norwegen, läuft die 500 Meter Eisschnelllauf in Oslo in 47,8 s
- 10. Februar: Jaap Eden, Niederlande, läuft die 10.000 Meter Eisschnelllauf in Stockholm in 19:12,4 min
- 24. Februar: Die Norweger Alfred Næss und Einar Halvorsen laufen am gleichen Tag die 500 Meter Eisschnelllauf in Hamar jeweils in 47,0 s
- 24. Februar: Peder Østlund, Norwegen, läuft die 1500 Meter Eisschnelllauf in Hamar in 2:31,4 min
- 24. Februar: Einar Halvorsen, Norwegen, läuft die 1500 Meter Eisschnelllauf in Hamar in 2:29,6 min
- 24. Februar: Peder Østlund, Norwegen, läuft die 1500 Meter Eisschnelllauf in Hamar in 2:28,8 min
- 25. Februar: Jaap Eden, Niederlande, läuft die 5000 Meter Eisschnelllauf in Hamar in 8:37,6 min, ein Rekord, der bis 1911 halten wird.

#### Skisport
- 6. und 7. Januar: In Mürzzuschlag wurden die zweiten internationalen Skirennen abgehalten. Mizzi Angerer gewann das Damenrennen über 400 m. Hansen aus Norwegen gewann das Rennen der Männer. Die erstmals ausgetragene Meisterschaft der österreichischen Alpenländer über 14,4 km gewann der Norweger Holmen. Aufsehen erregte auch der siebte Platz der sich mit den Männern messenden Mizzi Angerer.[2]
- Toni Schruf organisiert in Mürzzuschlag eine Wintersportausstellung und macht damit den Skisport in Mitteleuropa populär.
- Zu Beginn der Saison 1894/95 wird der Wien-Dornbacher Skiclub gegründet.[2]

## Geboren

### Januar
- 15. Januar: Jacob Opdahl, norwegischer Turner († 1938)
- 18. Januar: Eileen Armstrong, britische Wasserspringerin († 1981)
- 18. Januar: Jan van Breda Kolff, niederländischer Fußballspieler († 1976)
- 21. Januar: Edgar Beyn, deutscher Regattasegler († 1963)
- 23. Januar: Herbert Perry, britischer Sportschütze († 1966)
- 23. Januar: Norman Slater, US-amerikanischer Rugby-Union-Spieler († 1979)
- 23. Januar: Frédéric Théllusson, belgischer Automobilrennfahrer († 1960)
- 27. Januar: Fritz Pollard, US-amerikanischer American-Football-Spieler und -trainer sowie Sportfunktionär († 1986)

### Februar
- 02. Februar: Ferdinand Friebe, österreichischer Leichtathlet und Sportfunktionär († 1980)
- 03. Februar: Renzo De Vecchi, italienischer Fußballspieler und -trainer († 1967)
- 04. Februar: Léon Deloy, französischer Sportschütze († 1969)
- 07. Februar: Cor Blekemolen, niederländischer Radrennfahrer († 1972)
- 07. Februar: Peder Falstad, US-amerikanischer Skispringer († 1965)
- 09. Februar: Moose Goheen, US-amerikanischer Eishockeyspieler († 1979)
- 10. Februar: Giuseppe Morandi, italienischer Automobilrennfahrer († 1977)
- 11. Februar: Josef Holsner, schwedischer Leichtathlet († 1969)
- 19. Februar: Geoffrey Holmes, britischer Eishockeyspieler († 1964)
- 19. Februar: Tuure Nieminen, finnischer Skispringer († 1968)
- 20. Februar: Rudolf Jehle, liechtensteinischer Sportschütze († 1970)
- 20. Februar: Thomas Stryken, norwegischer Radrennfahrer († 1973)
- 21. Februar: Franz Federschmidt, US-amerikanischer Ruderer († 1956)
- 23. Februar: Émile Cornic, französischer Fechter († 1964)
- 25. Februar: Sven Malm, schwedischer Leichtathlet († 1974)
- 26. Februar: Ernest N. Harmon, US-amerikanischer Leichtathlet († 1979)

### März
- 02. März: Fritz Fleischer, österreichischer Leichtathlet († 1943)
- 11. März: René Bauwens, belgischer Schwimmer und Wasserballspieler († 1959)
- 13. März: Turu Rizzo, maltesischer Wasserballspieler und Freiwasserschwimmer († 1961)
- 14. März: Ambrogio Levati, italienischer Turner († 1963)
- 14. März: Heikki Liimatainen, finnischer Leichtathlet († 1980)
- 18. März: Johan Anker Johansen, norwegischer Turner († 1986)
- 18. März: Lionel Tapscott, südafrikanischer Tennis- und Cricketspieler († 1934)
- 18. März: Donald Unger, Schweizer Eishockeyspieler († 1943)
- 19. März: Frank Shea, US-amerikanischer Leichtathlet († 1978)
- 21. März: Allan Eriksson, schwedischer Leichtathlet († 1963)
- 24. März: Lauri Halonen, finnischer Leichtathlet († 1961)
- 26. März: Frank Kriz, US-amerikanischer Geräteturner († 1970)
- 30. März: Tommy Green, britischer Leichtathlet († 1975)

### April
- 02. April: Jørgen Bjørnstad, norwegischer Turner († 1942)
- 07. April: Armand Boppart, Schweizer Wasserballspieler († 1975)
- 10. April: Sofus Rose, dänischer Marathonläufer († 1974)
- 11. April: Bert McCaffrey, kanadischer Eishockeyspieler († 1955)
- 13. April: Joie Ray, US-amerikanischer Leichtathlet († 1978)
- 18. April: Axel-Erik Gyllenstolpe, schwedischer Leichtathlet († 1954)
- 18. April: Frank Hodge, englischer Badmintonspieler († 1957)
- 22. April: Ossian Nylund, finnischer Leichtathlet († 1939)
- 24. April: János Wenk, ungarischer Schwimmer und Wasserballspieler († 1962)
- 26. April: Ernest Sutherland, neuseeländisch-südafrikanischer Leichtathlet († 1936)
- 27. April: Lajos Kovács, ungarischer Fußballspieler und -trainer († 1961)
- 28. April: Teodor Regedziński, polnischer Schachspieler († 1954)
- 29. April: Joop Boutmy, niederländischer Fußballspieler († 1972)
- 30. April: Achille Olivari, italienischer Wasserballspieler († unbekannt)

### Mai
- 01. Mai: Luigi Barbesino, italienischer Fußballspieler und -trainer († 1941)
- 01. Mai: Florimond Cornellie, belgischer Segler († 1978)
- 10. Mai: Paul Dujardin, französischer Wasserballspieler († 1959)
- 12. Mai: Karl Dorsey, US-amerikanischer Segler († 1974)
- 13. Mai: Alajos Kenyéry, ungarischer Schwimmer und Schwimmsportfunktionär († 1955)
- 15. Mai: Feg Murray, US-amerikanischer Leichtathlet († 1973)
- 15. Mai: Ture Ödlund, schwedischer Curlingspieler († 1942)
- 16. Mai: Eigil Kragh Christiansen, norwegischer Segler († 1943)
- 18. Mai: Robert Benson, kanadischer Eishockeyspieler († 1965)
- 18. Mai: Marcel Hussaud, französischer Wasserballspieler († 1960)
- 21. Mai: Pedro Etchegoyen, uruguayischer Fußballspieler († unbekannt)
- 24. Mai: Pontus Hanson, schwedischer Schwimmer und Wasserballspieler († 1962)
- 25. Mai: Čeněk Junek, tschechoslowakischer Bankier und Automobilrennfahrer († 1928)

### Juni
- 01. Juni: Georgi Baimakow, russischer Schwimmer († unbekannt)
- 02. Juni: Erich Römer, deutscher Eishockeyspieler und -trainer († 1987)
- 03. Juni: Nels Nelsen, kanadischer Skispringer norwegischer Herkunft († 1943)
- 09. Juni: Nedo Nadi, italienischer Fechter († 1940)
- 11. Juni: Audun Rusten, norwegischer Schwimmer († 1957)
- 13. Juni: Francis Pélissier, französischer Radrennfahrer († 1959)
- 13. Juni: Karl Schöchlin, Schweizer Ruderer († 1974)
- 13. Juni: Watson Washburn, US-amerikanischer Tennisspieler († 1973)
- 16. Juni: Luigi Arcangeli, italienischer Motorrad- und Automobilrennfahrer († 1931)
- 21. Juni: Torkel Persson, schwedischer Skilangläufer († 1972)
- 24. Juni: Louis Henin, belgischer Turner († unbekannt)
- 28. Juni: Frank Hunter, US-amerikanischer Tennisspieler († 1981)

### Juli
- 02. Juli: Louis Williquet, belgischer Gewichtheber († 1937)
- 05. Juli: Oskar Lindberg, schwedischer Skilangläufer († 1977)
- 06. Juli: Edmund Lindmark, schwedischer Turner und Wasserspringer († 1968)
- 07. Juli: Josephine Sticker, österreichische Schwimmerin († 1960)
- 09. Juli: Andreas Krogh, norwegischer Eiskunstläufer († 1964)
- 17. Juli: Wiktor Hoechsman, polnischer Radrennfahrer († 1977)
- 17. Juli: Eino Rastas, finnischer Langstreckenläufer († 1965)
- 18. Juli: Cornelis Compter, niederländischer Gewichtheber († 1945)
- 20. Juli: Sławosz Szydłowski, polnischer Leichtathlet († 1952)
- 22. Juli: Gustaf Carlson, schwedischer Fußballspieler und -funktionär († 1942)
- 23. Juli: Edi Linser, österreichischer Motorradrennfahrer († 1929)
- 24. Juli: Magda Julin, schwedische Eiskunstläuferin († 1990)
- 25. Juli: Otto Johannessen, norwegischer Turner († 1962)
- 25. Juli: Hans Kmoch, österreichischer Schachspieler († 1973)
- 26. Juli: Bo Ekelund, schwedischer Leichtathlet († 1983)
- 27. Juli: André Jousseaume, französischer Dressurreiter († 1960)
- 27. Juli: Jan Peka, tschechoslowakischer Eishockeytorhüter († 1985)

### August
- 01. August: Ottavio Bottecchia, italienischer Radrennfahrer († 1927)
- 02. August: Paul Gailly, belgischer Wasserballspieler († 1969)
- 02. August: Carlo Galimberti, italienischer Gewichtheber († 1939)
- 04. August: André Devaux, französischer Leichtathlet († 1981)
- 10. August: Stefan Fryc, polnischer Fußballspieler († 1943)
- 11. August: Émile Rivez, belgischer Langstreckenläufer († unbekannt)
- 12. August: Jack Underwood, US-amerikanischer American-Football-Spieler († 1936)
- 13. August: Jenő Konrád, ungarischer Fußballspieler und -trainer († 1978)
- 13. August: František Ventura, tschechoslowakischer Springreiter († 1969)
- 13. August: Ellef Mohn, norwegischer Fußballspieler († 1974)
- 14. August: Luigi Contessi, italienischer Turner († 1967)
- 17. August: Hans-Edgar Endres, deutscher Bobfahrer († unbekannt)
- 19. August: Elsa Andersson, schwedische Wasserspringerin († 1994)
- 19. August: André Lefèbvre, französischer Automobilkonstrukteur und -rennfahrer († 1964)
- 20. August: Josef Straßberger, deutscher Gewichtheber und Olympiasieger († 1950)
- 24. August: Robert Giertsen, norwegischer Segler († 1978)
- 24. August: Georg Nordblad, finnischer Sportschütze († 1970)
- 25. August: Alfred Berger, österreichischer Eiskunstläufer († 1966)
- 25. August: Nick Winter, australischer Leichtathlet († 1955)
- 26. August: Fernando Bonatti, italienischer Turner († 1974)
- 29. August: Harold Barron, US-amerikanischer Leichtathlet († 1978)
- 30. August: Erik von Holst, deutschbaltischer Regattasegler († 1962)
- 30. August: Pietro Ivanov, italienischer Ruderer († 1961)

### September
- 01. September: Belle White, britische Wasserspringerin († 1972)
- 02. September: Walter Byron, kanadischer Eishockeytorhüter († 1971)
- 04. September: Eduardo Flaquer, spanischer Tennisspieler († 1951)
- 05. September: Olaf Nygaard, norwegischer Radrennfahrer und Radsportfunktionär († 1978)
- 05. September: Alcides Paiva, brasilianischer Wasserballspieler († 1959)
- 06. September: Pierre Dewin, belgischer Wasserballspieler († unbekannt)
- 11. September: Viktor Hötter, deutscher Kurzstreckenläufer († 1917)
- 11. September: William von Wirén, estnischer Segler († 1956)
- 12. September: Jimmy Murphy, US-amerikanischer Automobilrennfahrer († 1924)
- 13. September: Thor Henning, schwedischer Schwimmer († 1967)
- 15. September: Hugo Helsten, dänischer Turner († 1978)
- 17. September: James Anderson, australischer Tennisspieler († 1973)
- 20. September: Mario Lepori, Schweizer Bonvivant, Sportler und Automobilrennfahrer († 1980)
- 20. September: Karel Pešek, tschechoslowakischer Fußball- und Eishockeyspieler († 1970)
- 21. September: Harry Liversedge, US-amerikanischer Leichtathlet († 1951)
- 24. September: Gunnar Sköld, schwedischer Radrennfahrer († 1971)
- 26. September: Ferenc Németh, ungarischer Skilangläufer († 1977)
- 26. September: Ralph Scott, US-amerikanischer American-Football-Spieler und -Trainer († 1936)
- 27. September: Otto Aulie, norwegischer Fußballspieler († 1923)
- 28. September: Thorleif Haug, norwegischer Skisportler († 1934)
- 29. September: Ernesto Ambrosini, italienischer Leichtathlet († 1951)
- 29. September: Rudolf Schilberg, österreichischer Gewichtheber und Sportfunktionär († 1961)

### Oktober
- 04. Oktober: Frans G. Bengtsson, schwedischer Autor und Schachspieler († 1954)
- 05. Oktober: Bevil Rudd, südafrikanischer Leichtathlet und Olympiasieger († 1948)
- 08. Oktober: Adrianus van Merrienboer, niederländischer Bogenschütze († 1947)
- 08. Oktober: Robert Poirier, französischer Infanterist, Flieger, Mitglied der Résistance, Unternehmer und Automobilrennfahrer († 1949)
- 09. Oktober: Willie Beck, US-amerikanischer Radrennfahrer († 1975)
- 15. Oktober: Hermann Hänggi, Schweizer Turner († 1978)
- 16. Oktober: Zdzisław Styczeń, polnischer Fußballspieler († 1978)
- 20. Oktober: Wolf Boneder, deutscher Leichtathlet († 1977)
- 20. Oktober: Willy Brüderlin, Schweizer Ruderer († unbekannt)
- 22. Oktober: Evert Nilsson, schwedischer Leichtathlet († 1973)
- 23. Oktober: Isabella Moore, britische Schwimmerin († 1975)
- 28. Oktober: Ludwig Wrede, österreichischer Eiskunstläufer († 1965)
- 30. Oktober: Halvor Birkeland, norwegischer Segler († 1971)
- 30. Oktober: Emilio Materassi, italienischer Automobilrennfahrer († 1928)

### November
- 02. November: Bill Johnston, US-amerikanischer Tennisspieler († 1946)
- 05. November: Donald Scott, US-amerikanischer Leichtathlet und Moderner Fünfkämpfer († 1980)
- 07. November: Harry Hedegaard, dänischer Schwimmer († 1939)
- 08. November: Fritz Grau, deutscher Bobfahrer († 1945)
- 09. November: Auguste Broos, belgischer Langstreckenläufer († 1954)
- 12. November: Eino Soinio, finnischer Fußballspieler († 1973)
- 18. November: Earl Eby, US-amerikanischer Leichtathlet († 1970)
- 23. November: Mary Langford, britische Schwimmerin († 1973)
- 26. November: Peder Marcussen, dänischer Turner († 1972)
- 28. November: Paul De Backer, belgischer Schwimmer († 1963)
- 29. November: Erwin Franzkowiak, deutscher Hockeyspieler († 1984)
- 30. November: Basil Bennett, US-amerikanischer Leichtathlet († 1938)

### Dezember
- 03. Dezember: Asbjørn Halvorsen, norwegischer Fußballspieler und -trainer († 1955)
- 06. Dezember: Søren Petersen, dänischer Boxer († 1945)
- 10. Dezember: Salvador Mejía Jáuregui, mexikanischer Fußballfunktionär († 1956)
- 12. Dezember: Augustin Krist, tschechoslowakischer Fußballschiedsrichter und Sportfunktionär († 1964)
- 14. Dezember: Axel Blomqvist, schwedischer Eisschnellläufer († 1965)
- 15. Dezember: Josef Imbach, Schweizer Sprinter († 1964)
- 17. Dezember: Patrick Flynn, US-amerikanischer Leichtathlet († 1969)
- 21. Dezember: Vittorio Lucchetti, italienischer Turner († 1965)
- 22. Dezember: Giulio Masetti, italienischer Adeliger und Automobilrennfahrer († 1926)
- 22. Dezember: Thomas Southgate, britischer Ruderer († 1970)
- 24. Dezember: John Gray, US-amerikanischer Leichtathlet († 1942)
- 24. Dezember: Johannes Hengeveld, niederländischer Tauzieher († 1961)
- 27. Dezember: Paul Costello, US-amerikanischer Ruderer († 1986)
- 28. Dezember: Dave Marsh, englischer Radrennfahrer († 1960)
- 28. Dezember: Hermanis Matisons, lettischer Schachspieler († 1932)
- 31. Dezember: Axel-Herman Nilsson, schwedischer Skispringer und Nordischer Kombinierer († 1989)

### Datum unbekannt
- Bertie Donnelly, irischer Radrennfahrer († 1977)
- Guido d’Ippolito, italienischer Automobilrennfahrer († 1933)
- Carlo Martinenghi, italienischer Leichtathlet († 1944)
- Jock Porter, britischer Motorradrennfahrer, Unternehmer und Motorradkonstrukteur († 1952)
- Alfred Probst, Schweizer Ruderer († 1958)
- Georges Rooms, belgischer Gewichtheber († unbekannt)
- Albert Schuster, deutscher Motorradrennfahrer († unbekannt)
- Josef Stelzer, deutscher Motorradrennfahrer († 1942)

## Gestorben
- 23. Mai: Robert Copland-Crawford, britischer Soldat sowie Fußball- und Cricketspieler (* 1852)
- 7. August: Nick Ross, schottischer Fußballspieler (* 1863)
- 15. Dezember: Andy Bowen, US-amerikanischer Boxer (* 1864)